# أغسطين جيرونيمو دي إتوربيدي هورتي
أغسطين جيرونيمو دي إتوربيدي هورتي (بالإسبانية: Agustín Jerónimo de Iturbide y Huarte) ، من مواليد 30 سبتمبر 1807م ، وتوفي بتاريخ 11 نوفمبر 1866م ، كان ابن الإمبراطور المكسيكي أغوستين الأول في المكسيك ، وشغل منصباً عسكرياً في أمريكا الجنوبية ، وعمل دبلوماسياً في الولايات المتحدة المكسيكية.

## مصدر
1. ↑  casa imperial de Mexicoنسخة محفوظة 14 يونيو 2016 على موقع واي باك مشين.

## وصلات خارجية
- Imperial House of Mexico
- Agustín Jerónimo De Iturbide Y Huarte on Find A Grave